# Tropidoscincus aubrianus
Tropidoscincus aubrianus — вид сцинкоподібних ящірок родини сцинкових (Scincidae). Ендемік Нової Каледонії.

## Поширення і екологія
Tropidoscincus aubrianus мешкають на острові Нова Каледонія, переважно на північно-східному узбережжі, а також на острові Пен. Вони живуть у вологих рівнинних тропічних лісах, чагарникових заростях і саванах, на висоті до 300 м над рівнем моря.

## Збереження
МСОП класифікує цей вил як вразливий. Tropidoscincus aubrianus загрожує знищення природного середовища.